# Uriah Heep Live
Uriah Heep Live (так же известен как Live 1973) — двойной концертный альбом британской рок-группы Uriah Heep, выпущенный в апреле 1973 года в США на Mercury Records и в мае 1973 года в Великобритании на Bronze Records. Это первый концертный альбом группы. Он был записан в январе 1973 года во время выступления группы в Бирмингемской ратуше. Звукоинженером на альбоме выступил Алан Перкинс.

## Об альбоме
Альбом замечателен удлинёнными версиями лучших песен Uriah Heep — «July Morning», «Gypsy», рок-н-ролльными попурри, которые были неотъемлемым атрибутом всех концертов группы начала 1970-х.
Оригинальная упаковка альбома, типичная для рок-музыки начала 1970-х, имела разворотный конверт. Во внутреннем развороте находился 8-страничный буклет с фотографиями каждого участника группы по отдельности, двумя фото с концерта и рекламной афишей. На первой странице внутреннего разворота Джефф Браун из журнала Melody Maker кратко пересказывает историю группы, а затем даёт восторженные характеристики каждому музыканту в отдельности.
На внутренних конвертах-рубашках собран коллаж из газетных статей о группе. Здесь можно было увидеть знаменитую рецензию Мелиссы Миллз из журнала Rolling Stone от 1 октября 1970 года, которая начиналась словами «Если эта группа добьётся успеха, мне придётся покончить с собой». Ниже была другая статья, под заголовком «Хипстерия!», начинающаяся с предложения Мелиссе исполнить своё обещание.
Uriah Heep Live достиг 23-го места в британском чарте 1973 года, застав группу в самый разгар турне по США в качестве хэдлайнеров. В тот же год альбом стал золотым в США.
Из-за нехватки времени Mercury Records сначала переиздал альбом на компакт-диске в 1989 году без попурри. Этот недочёт был устранён на всех более поздних изданиях, включая переиздания в 1990 году компанией Castle Communications и 2010 году компанией Sanctuary Records.

## Список композиций

#### Сторона 1
1. «Introduction / Sunrise» (Томас «Тодд» Фишер / Кен Хенсли) — 3:58
2. «Sweet Lorraine» (Мик Бокс, Дэвид Байрон, Гэри Тэйн) — 4:27
3. «Traveller in Time» (Байрон, Ли Керслейк, Бокс) — 3:20
4. «Easy Livin'» (Хенсли) — 2:43

#### Сторона 2
1. «July Morning» (Байрон, Хенсли) — 11:23
2. «Tears in My Eyes» (Хенсли) — 4:34

#### Сторона 3
1. «Gypsy» (Бокс, Байрон) — 13:32
2. «Circle of Hands» (Хенсли) — 8:47

#### Сторона 4
1. «Look at Yourself» (Хенсли) — 7:29
2. «The Magician’s Birthday» (Бокс, Хенсли, Керслейк) — 1:15
3. «Love Machine» (Хенсли, Бокс, Байрон) — 3:07
4. «Rock 'n' Roll Medley» — 8:17
  - «Roll over Beethoven» (Чак Берри)
  - «Blue Suede Shoes» (Карл Перкинс)
  - «Mean Woman Blues» (Клод Деметриус)
  - «Hound Dog» (Джерри Либер и Майк Столлер)
  - «At the Hop» (Арти Сингер, Джон Медора, Дэвид Уайт)
  - «Whole Lotta Shakin' Goin' On» (Дэйв Уилльямс)

## Участники записи

#### Uriah Heep
- Дэвид Байрон — ведущий вокал
- Мик Бокс — гитара, вокал
- Кен Хенсли — клавишные, гитара, вокал
- Гэри Тэйн — бас-гитара, вокал
- Ли Керслейк — ударные, вокал

#### Дополнительные участники
- Томас «Тодд» Фишер — диктор сцены

#### Производство
- Джерри Брон — продюсер
- Питер Галлен — ассистент продюсера, сведение в Lansdowne Studios, Лондон
- Эшли Хоу — микширование
- Алан Перкинс, Невил Крозье, Ричард Брэнд — звукоинженеры
- Гилберт Конг — мастеринг
- Майк Браун и Роберт Корич — ремастеринг (издания 1996 и 2003 годов)
- Энди Пирс — ремастеринг (издание 2010 года)

## Чарты
| Год  | Чарт                    | Высшая позиция |
| ---- | ----------------------- | -------------- |
| 1973 | Norwegian Albums Chart  | 3              |
| 1973 | Finnish Albums Chart    | 5              |
| 1973 | Austrian Top 40 Albums  | 5              |
| 1973 | German Albums Chart     | 8              |
| 1973 | Australian Albums Chart | 18             |
| 1973 | Japanese Albums Chart   | 22             |
| 1973 | UK Albums Chart         | 23             |
| 1973 | Danish Albums Chart     | 23             |
| 1973 | Billboard 200 (US)      | 37             |

## Сертификации
| Год  | Страна               | Сертификация       |
| ---- | -------------------- | ------------------ |
| 1973 | США (RIAA)           | Золото (500,000)   |
| 1973 | Великобритания (BPI) | Серебро (+ 60,000) |